# Uvariopsis congolana
Uvariopsis congolana är en kirimojaväxtart som först beskrevs av De Wild., och fick sitt nu gällande namn av Robert Elias Fries. Uvariopsis congolana ingår i släktet Uvariopsis och familjen kirimojaväxter. Inga underarter finns listade i Catalogue of Life.